# Estación de Beasáin

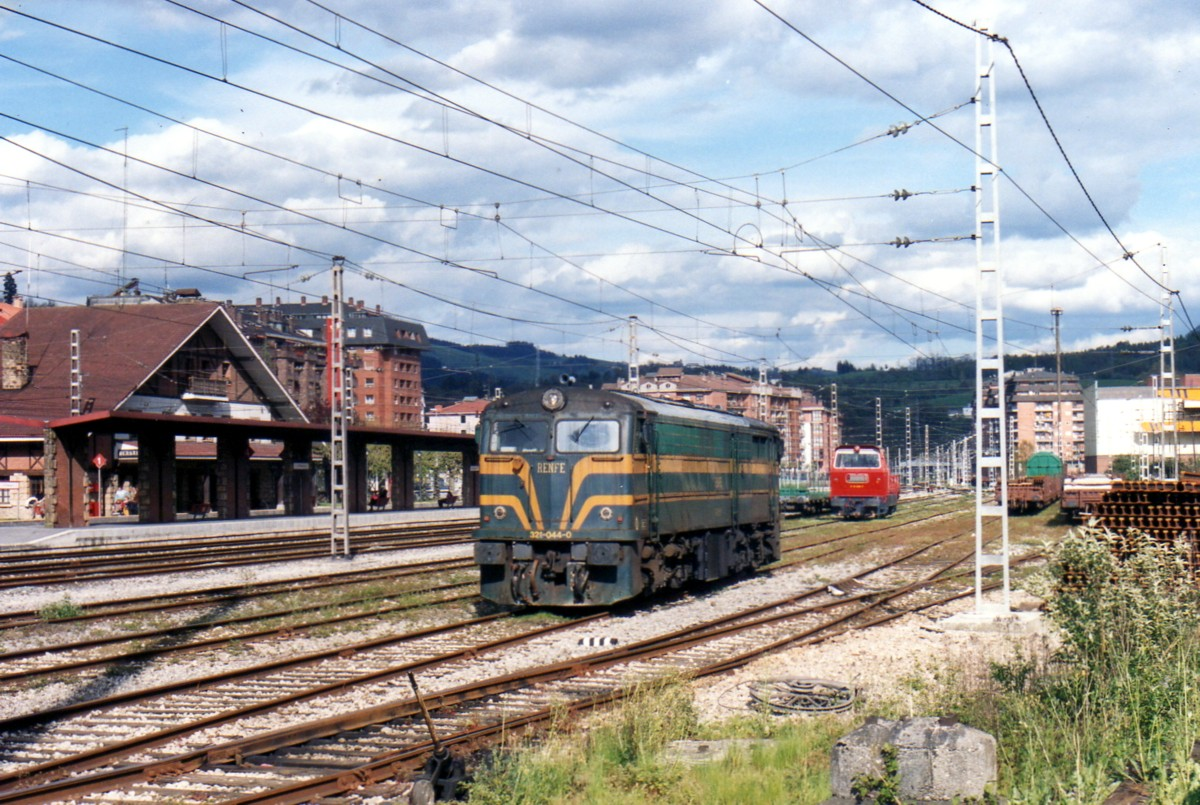
El edificio para viajeros, a la izquierda y la playa de vías en el año 2000.

Beasáin (en euskera Beasain) es una estación ferroviaria situada en el municipio español homónimo en la provincia de Guipúzcoa, comunidad autónoma del País Vasco. En sus proximidades se encuentra la sede de la empresa Construcciones y Auxiliar de Ferrocarriles.
Forma parte la línea C-1 de la red de Cercanías San Sebastián operada por Renfe. Cuenta también con servicios de Media Distancia.

## Situación ferroviaria
La estación se encuentra en el punto kilométrico 581,129 de la línea férrea de ancho convencional que une Madrid con Hendaya a 159,22 metros de altitud. El tramo es de vía doble y está electrificado.

## Historia
La estación fue inaugurada el 1 de septiembre de 1863 con la puesta en marcha del tramo Beasáin-San Sebastián de la línea radial Madrid-Hendaya. Su explotación inicial quedó a cargo de la Compañía de los Caminos de Hierro del Norte de España quien mantuvo su titularidad hasta que en 1941 fue nacionalizada e integrada en la recién creada RENFE.
En 1873 el cura Santa Cruz incendió la estación que fue reconstruida respetando el diseño inicial.
En 1929 el tramo de vía fue desdoblado y electrificado.
Desde el 31 de diciembre de 2004 Renfe Operadora explota la línea mientras que Adif es la titular de las instalaciones ferroviarias.

## La estación
Beasáin posee un edificio de viajeros de gran envergadura con tres plantas y amplio tejado en pico de dos vertientes. Está parcialmente revestida de piedra manteniendo un estilo similar al de las edificaciones de la zona. Posee dos andenes, uno lateral resguardado por un soportal y otro central protegido por una marquesina con tejado en uve. A dichos andenes acceden las vías 1, 2 y 4.

## Servicios ferroviarios

### Media Distancia
La línea 25 de los servicios de Media Distancia de Renfe da servicio a la estación a razón de 3 relaciones diarias entre Irún y Vitoria en ambos sentidos. Algunos trenes proceden o continúan hasta Miranda de Ebro. Existen también conexiones con Madrid.
| Línea MD | Trenes | Origen/Destino |  | Destino/Origen          |
| -------- | ------ | -------------- |  | ----------------------- |
|          | MD     | Irún           |  | Madrid-Chamartín        |
| 25       | MD     | Irún           |  | Vitoria Miranda de Ebro |

### Cercanías
Los trenes de cercanías de la línea C-1 se detienen de forma regular en la estación. 